# Jon Polito
John Polito, dit Jon Polito, né le 29 décembre 1950 à Philadelphie (Pennsylvanie), et mort le 1er septembre 2016 à Duarte (Californie), est un acteur américain.

## Biographie et carrière
Jon Polito est connu pour avoir participé régulièrement aux films des frères Coen, notamment dans le rôle du gangster italien Johnny Caspar dans Miller's Crossing.
Il joue le détective Steve Crosetti dans les deux premières saisons de Homicide.
Jon Polito prête ponctuellement sa voix dans divers dessins animés (ThunderCats, Chowder, Cendrillon et le Prince (pas trop) charmant).
L'acteur est ouvertement homosexuel.

## Filmographie

### Cinéma
- 1981 : Gangster Wars (en) de Richard C. Sarafian : Thomas "Three Fingers Brown" Lucchese
- 1982 : Un tueur dans la ville (The Clairvoyant) : Sporaco
- 1984 : The Princess and the Call Girl : Private Detective
- 1984 : C.H.U.D. : Newscaster
- 1985 : Compromising Positions de Frank Perry : Cop #1
- 1985 : Mort d'un commis voyageur (Death of a Salesman) : Howard, Willy's Boss
- 1985 : Remo sans arme et dangereux (Remo Williams: The Adventure Begins) : Zack
- 1986 : Dream Lover : Doctor James
- 1986 : Highlander : Det. Walter Bedsoe
- 1986 : Fire with Fire : Mr. Duchard, the Boss
- 1987 : Toubib malgré lui (Critical Condition) : Kline
- 1988 : Homeboy : Moe Fingers
- 1990 : Premiers pas dans la mafia (The Freshman) : Agent Chuck Greenwald, Dept. of Justice Fish & Game Division
- 1990 : Miller's Crossing : Johnny Caspar
- 1991 : Barton Fink : Lou Breeze
- 1991 : Les Aventures de Rocketeer : Otis Bigelow, Airfield Owner
- 1992 : Leather Jackets de Lee Drysdale : Fat Jack
- 1992 : Flodder in Amerika! : Larry Rosenbaum
- 1993 : Rivalen des Glücks - The Contenders : Pedro Perusia
- 1994 : Le Grand Saut (The Hudsucker Proxy) : Mr. Bumstead
- 1994 : The Crow : Gideon, Pawn Shop Owner
- 1994 : Blankman : Michael 'The Suit' Minelli
- 1995 : Fluke : Boss
- 1995 : Bushwhacked : Agent Palmer
- 1996 : L'Incroyable Voyage 2 : À San Francisco (Homeward Bound II: Lost in San Francisco) de David Richard Ellis : Ashcan (voix)
- 1996 : Just Your Luck (vidéo) : Nick
- 1997 : Inside Out (en) : le paparazzi
- 1998 : Nowhere Land : Frank
- 1998 : The Big Lebowski : Da Fino
- 1998 : La Malédiction de la momie (Tale of the Mummy) : Parsons
- 1998 : With Friends Like These... (en) de Philip Frank Messina : Rudy Ptak
- 1998 : Le 'Cygne' du destin (Music from Another Room) : Lorenzo Palmieri
- 1999 : Carlo's Wake : Uncle Gus
- 1999 : Surgeon General's Warning : The Other Guy
- 1999 : Contrat sur une tueuse (en) (Angel's Dance) : Uncle Vinnie
- 1999 : Road Kill : Jelly
- 1999 : Stuart Little : Détective Sherman
- 2000 : Flies on Cupid : Giorgio Gagantano
- 2000 : Les Aventures de Rocky et Bullwinkle (The Adventures of Rocky & Bullwinkle) de Des McAnuff : Schoentell, Presidential Advisor
- 2000 : After Sex : Naldo
- 2000 : The Tangerine Bear : Virgil (voix)
- 2000 : Boys Life 3 (en) : Paparazzi (segment Inside Out)
- 2001 : Le Tailleur de Panama (The Tailor of Panama) : Ramón Rudd, The Banker
- 2001 : Frank's Last Dance : Frank
- 2001 : The Barber (The Man Who Wasn't There) : Creighton Tolliver
- 2001 : Mimic 2 : le Retour ! (Mimic 2) (vidéo) : Morrie
- 2002 : Bienvenue à 29 Palms (29 Palms) : The Security Guard
- 2002 : Black Mask 2: City of Masks : Mr. King
- 2003 : The Singing Detective : Second Hood
- 2003 : Hôtesse à tout prix (View from the Top) : Roy Roby
- 2003 : Sans issue (The Box) : Michael Dickerson
- 2003 : No Credits, No Peace : The Network Executive
- 2004 : Charlie the Ox : Freddy Boon
- 2004 : The Last Shot : Wally Kamin
- 2005 : Cutting Room : Sandy
- 2005 : Pour le meilleur ou pour le pire (The Honeymooners) : Kirby
- 2006 : Venus & Vegas : Frank
- 2006 : The Alibi
- 2006 : Grilled (vidéo)
- 2006 : Big Nothing : agent Hymes
- 2006 : Cendrillon et le Prince (pas trop) charmant (Happily N'Ever After)) : un loup (voix)
- 2007 : American Gangster : Rossi
- 2009 : Super Capers de Ray Griggs (en) : Captain Sludge
- 2011 : The Last Days (Son of Morning) de Yaniv Raz : M. Bordasche
- 2011 : Atlas Shrugged: Part I : Orren Boyle
- 2011 : Batman: Year One : Gillian B. Loeb (voix)
- 2013 : Gangster Squad : Dragna
- 2014 : Big Eyes : Enrico Banducci

### Télévision
- 1981 : Chronique des années 30 (en) (The Gangster Chronicles) (feuilleton) : Thomas "Three Finger Brown" Lucchese
- 1983 : Au bout du chemin (Running Out) : Joe Poswalsky
- 1986 : Une Affaire meurtrière : Vitola
- 1986 : Les Incorruptibles de Chicago (Crime Story) (pilote de série télévisée) : Phil Bartoli
- 1987 : Ohara (série) : Capt. Ross (1987)
- 1988 : Memories of Manon : Carmack
- 1988 : Un quartier d'enfer (Alone in the Neon Jungle) : Brad Stakowski
- 1992 : Hearts Are Wild (série) : Pepe
- 1994 : Viper
- 1994 : Girls in Prison : Boss Johnson
- 1994 : Un chien peut en cacher un autre (The Shaggy Dog) : Detective Al
- 1995 : Le Retour des envahisseurs (The Invaders) : Whitley, Metro HQ
- 1997 : Money Plays : Lou Spano
- 1997 : Invasion : Det. Kemper
- 1997 : Charmante Promotion (The Corporate Ladder) : Mr. Deacon
- 1998 : The Defenders: Choice of Evils : D.A. Al Orsini
- 1998 : Seinfeld: Saison 9 Episode 12 : Silvio
- 1999 : The Apartment Complex : Dr. Caligari
- 2000 : Homicide: The Movie (en) : Steve Crosetti
- 2000 : Nature Boy : Mort Ruby
- 2001 : Les Chroniques du mystère (The Chronicle) (série) : Donald Stern
- 2001 : Amours sous thérapie (The Shrink Is In) : Judge Bob
- 2002 : Women vs. Men : Desk Sgt.
- 2003 : Life on Parole : Ernie
- 2004 : Gone But Not Forgotten : Sam Oberhurst
- 2005 : The Family Plan : Gold
- 2005 : Le Monde de Maggie (The Buzz on Maggie) (série) : New Pupert / New Aldrin (voix)
- 2005 : Ghost Whisperer : Trente ans d'errance (saison 1 épisode 1) : Joe Grimaldi
- 2005 : Desperate Housewives
- 2006 : Spawn: The Animation (série) : Sam Burke (voix)
- 2008 : Ghost Whisperer : Un choix brûlant (saison 3 épisode 12) : Joe Grimaldi
- 2008-2009 : Raising the Bar : Justice à Manhattan (série) : Juge Dominick Ventimiglia
- 2009 : Monk (Saison 7, épisode 16) (série) : George Gionopolis
- 2009 : L'Amour aux deux visages (Citizen Jane)
- 2010 : Mentalist (Saison 2 Épisode 15) : Bertram Duesterberg
- 2012 : Bunheads (série) : Sal Russano
- 2014 : Castle  (Saison 6, épisode 20) : Harold
- 2014-2016 : Modern Family